# Supercoppa d'Islanda 2015
La Meistarakeppni karla 2015 è  stata la 44ª edizione di tale competizione. Si è disputata il 27 aprile 2015 a Garðabær. La sfida ha visto contrapposte lo Stjarnan, vincitore del campionato e il KR Reykjavík trionfatore nella coppa nazionale.
Per la prima volta nella sua storia, lo Stjarnan si è aggiudicato il trofeo.

## Tabellino
| Garðabær 27 aprile 2015, ore 21:15             | Stjarnan  | 1 – 0 | KR Reykjavík | Samsung völlurinn |
| \| \| \| \| \| Knútsson 81’ \| Marcatori \| \| |           |       |              |                   |
|                                                |           |       |              |                   |
| Knútsson 81’                                   | Marcatori |       |              |                   |